# Express.js
Express.js, o semplicemente Express, è un framework per applicazioni web per Node.js, open source sotto Licenza MIT. È stato progettato per creare web application e API ed è ormai definito il server framework standard de facto per Node.js.
L'autore originale, TJ Holowaychuk, lo descrive come ispirato a Sinatra, ovvero un'infrastruttura di base minimale estendibile con innumerevoli plugin. Express è la parte backend degli stack di sviluppo come MEAN, MERN o MEVN, insieme al database MongoDB e ai framework e librerie JavaScript.

## Storia
Nel giugno del 2014 i diritti per la gestione del progetto sono stati acquisiti da StrongLoop. Nel settembre del 2015 StrongLoop è stata acquisita da IBM; nel gennaio del 2016 IBM ha annunciato che avrebbe posto Express.js sotto l'amministrazione della Node.js Foundation.